# مهملس
مهملس (به آلمانی: Mehmels) یک شهر در آلمان است که در اشمالکالدن-ماینینگن واقع شده‌است. مهملس ۳۸۲ نفر جمعیت دارد.